# TIX
Tix (souvent stylisé en capitales), de son vrai nom Andreas Andresen Haukeland, né le 12 avril 1993 à Bærum en Norvège, est un chanteur et producteur norvégien. Il représente la Norvège au Concours Eurovision de la chanson 2021 à Rotterdam aux Pays-Bas avec sa chanson Fallen Angel.

## Biographie
Andreas Haukeland naît le 12 avril 1993 à Bærum. Il est atteint du syndrome de Gilles de La Tourette et a subi durant son adolescence des moqueries en raison de ses tics, ce qui lui a inspiré son nom de scène. Ces tics sont la raison pour laquelle il porte souvent des lunettes de soleil, car ils affectent principalement ses yeux.

TIX s'est fait connaître au milieu des années 2010 dans le milieu de la russemusik, courant norvégien de l'electronic dance music populaire auprès des étudiants. Son premier succès commercial vient en 2015 avec la chanson Sjeiken, qui se classe à la 5e place des classements nationaux et est certifié triple disque de platine par l'IFPI Norge avec plus de 12 millions d'écoutes dans son pays,. Son premier album, intitulé Dømt og berømt et qui sort en 2016, se place en deuxième position des ventes, et est certifié double disque de platine avec plus de 40 000 ventes. 

En 2018 sort son premier single, Shotgun, il réalise désormais ses productions russ avec The Pøssy Project en parallèle de ses projets solo. Depuis, il a sorti neuf singles qui se sont placés dans le Top 10 des classements norvégiens, dont trois numéros 1: Jeg vil ikke leve, Kaller på deg et Karantene. En 2020, il était l'artiste norvégien le plus écouté en streaming. Il a également co-écrit la chanson Sweet but Psycho d'Ava Max. 

Il participe en 2021 au Melodi Grand Prix avec sa chanson Ut av Mørket (À partir des ténèbres). Faisant partie des six artistes qualifiés d'office, il présente sa chanson hors-compétition lors de la première demi-finale. Il participe donc à la finale du 20 février 2021 avec la version anglaise de la chanson, dont le titre a alors été changé en Fallen Angel, et la remporte face à KEiiNO. Il représentera par conséquent la Norvège au Concours Eurovision de la chanson 2021 à Rotterdam aux Pays-Bas. Il a participé à la première demi-finale le 18 mai 2021, et s'est qualifié pour la finale.
Il termine à la 18ème place lors de la finale du 22 mai.

## Discographie

### Albums
- 2016 – Dømt og berømt
- 2022 - Enten går det bra, Ellers går det over

### Singles
- 2018 – Shotgun
- 2018 – Håper nissen har råd
- 2019 – Jeg vil ikke leve
- 2019 – Neste sommer
- 2019 – Når jeg er full
- 2019 – Brosjan Jesus
- 2019 – Jævlig
- 2020 – Kaller på deg
- 2020 – Karantene / Karantän
- 2020 – Skål
- 2020 – Deg eller ingenting (avec Morgan Sulele)
- 2020 – Nå koser vi oss
- 2020 – Ikke han (avec Teddy)
- 2020 – Jul i karantene
- 2020 – Tusen tårer
- 2021 – Ut av mørket/Fallen Angel
- 2021- BeautiFull
- 2021 - Delux
- 2022 - Liver er herlig (ft. El Papi)
- 2022 - Gatebil (ft. Hagle)
- 2022- Fakk meg opp (ft. Kris winter)
- 2023 - Danse en gang til (ft. Morgan Sulule)
- 2023- Love (ft. Beethoven)

#### Avec The Pøssy Projectet autres projetsruss
- 2013 – Open Sesame
- 2013 – Kappa Delta
- 2013 – Young Brother Boys
- 2013 – Hollywood
- 2013 – Desert Fortune
- 2013 – Barbarous
- 2013 – Norges bussdag
- 2013 – Istid
- 2013 – Bonanza
- 2013 – Oasen
- 2013 – The Odyssey
- 2013 – Nyx
- 2013 – Fraternity
- 2013 – The Valley
- 2013 – Brother Bears
- 2013 – Casablanca
- 2014 – Eventyrlige nordmenn
- 2014 – Agrabah
- 2014 – Press Play
- 2014 – Lost Wages
- 2014 – Jungelbrøl (feat. Morgan Sulele)
- 2014 – Smaul
- 2014 – Guilt Trip
- 2014 – Oljebarna
- 2014 – Hyper Paradise
- 2014 – Greek Life
- 2014 – Grabbarna grus
- 2014 – King's Landing (feat. Benjamin Beats)
- 2014 – Warner Bros
- 2014 – Colosseum
- 2015 – Palooza
- 2015 – Los muertos
- 2015 – Apocalypse
- 2015 – The Precious
- 2015 – The Petrovas
- 2015 – Houdini
- 2015 – Habbo Club
- 2015 – Fairytopia
- 2015 – Milepælen
- 2015 – Storebjørn
- 2015 – Zevs
- 2015 – Paradise Lost
- 2015 – Sjeiken
- 2016 – Versace
- 2016 – Gullalderen
- 2017 – Skammekroken
- 2017 – Baymax
- 2017 – Skaperen
- 2017 – Tyven
- 2017 – Geriljaen
- 2017 – Hakkebakkeskogen (avec Meland x Hauken)
- 2017 – Ulovlig (avec Moberg)
- 2017 – Kobraen (avec Moberg)
- 2017 – Future (avec Moberg)
- 2017 – Bad Boy (avec Moberg)
- 2018 – Banken
- 2018 – Blåfjell (avec Tunge Ferrari)
- 2018 – Gatebarna (avec Boujee)
- 2018 – Nasjonen
- 2018 – Bergen
- 2018 – Makten
- 2018 – Snøstorm
- 2020 – Dommedagen (avec Soppgirobygget)
- 2023 - Studio 23

#### Commeartiste invité
- 2020 – Igjen og igjen (El Papi feat. Tix)